# Enskede-Årsta-Vantör
Enskede-Årsta-Vantör is een stadsdeel (stadsdelsområde) in het zuiden van Stockholm. Dit stadsdeel bestaat pas sinds januari 2007, en werd gevormd uit de aparte delen Enskede-Årsta en Vantör. In 2004 had dit stadsdeel (beide delen) 81.000 inwoners. Het monument Skogskyrkogården ligt ook in dit deel.

## Districten
Het stadsdeel bestaat uit twaalf districten:
- Enskedefältet
- Enskede Gård
- Gamla Enskede
- Johanneshov
- Stureby
- Årsta
- Östberga
- Bandhagen
- Högdalen
- Örby
- Rågsved
- Hagsätra

## Verkeer en vervoer
Bij het stadsdeel lopen de E4/E20, Riksväg 73, Riksväg 75, Länsväg 226, Länsväg 229 en Länsväg 271.

## Bekende mensen uit Enskede
- Lasse Berghagen (1945-2023), singer-songwriter en acteur
- Linda Haglund (1956-2015)
- Anna Lindh (1957-2003)

Stockholm-Oost:
Södermalm · 
Kungsholmen · 
Norrmalm · 
Östermalm

Stockholm-Zuid:
Enskede-Årsta-Vantör · 
Farsta · 
Hägersten-Liljeholmen · 
Skarpnäck · 
Skärholmen · 
Älvsjö

Stockholm-West:
Bromma · 
Hässelby-Vällingby · 
Rinkeby-Kista · 
Spånga-Tensta